# ويليام ميرشنت
ويليام ميرشنت (بالإنجليزية: William Marchant)‏ هو كاتب سيناريو وكاتب مسرحي أمريكي، ولد في 1 مايو 1923 في ألينتاون في الولايات المتحدة، وتوفي في 5 نوفمبر 1995 في باراموس في الولايات المتحدة.

## وصلات خارجية
- ويليام ميرشنت على موقع IMDb (الإنجليزية)
- ويليام ميرشنت على موقع قاعدة بيانات برودواي على الإنترنت (الإنجليزية)